# 우에스기 겐신
우에스기 겐신(일본어: 上杉 謙信, 1530년 음력 1월 21일(2월 18일) ~ 1578년 음력 3월 13일(4월 19일))은 센고쿠 시대 무장, 다이묘다. 출가 전 이름은 나가오 가게토라(일본어: 長尾景虎)이고, 우에스기 마사토라(일본어: 上杉政虎), 우에스기 데루토라(일본어: 上杉 輝虎)라는 이름으로 개명했고, 출가 후엔 우에스기 겐신으로 불렸다. 어릴 적 이름은 도라치요다. 형을 대신하여 당주 자리에 올라 다케다 신겐, 호조 우지야스, 오다 노부나가 등 쟁쟁한 센고쿠 다이묘와 전쟁을 벌였다. 스스로 비사문천의 화신이라 믿어 전장에서 뛰어난 군략을 보여 에치고의 용 혹은 군신이라 불렸다.

## 생애

### 출생

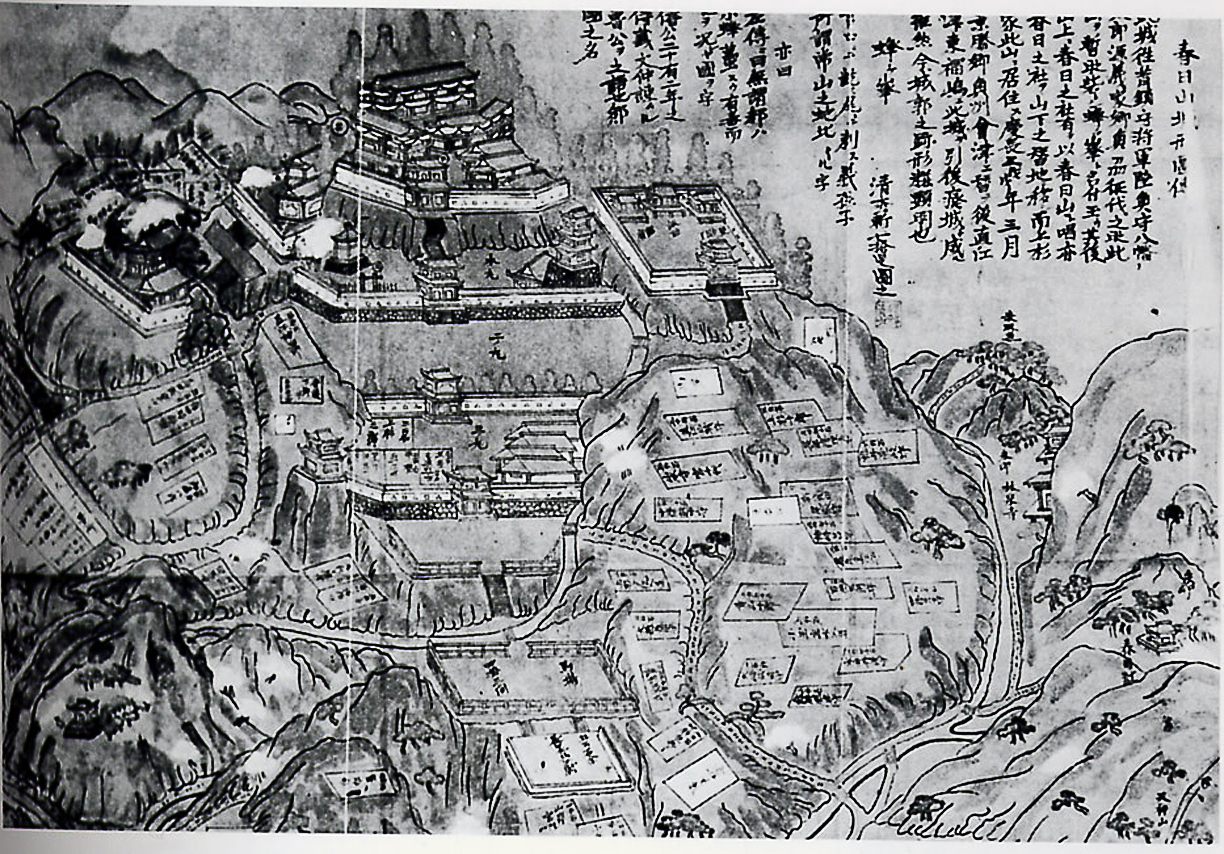
가스가 산성의 조감도

교로쿠 3년(1530년) 음력 1월 21일 에치고 슈고다이(守護代)로 산조 나가오 가문(三條長尾家)의 나가오 다메카게의 넷째 아들(또는 둘째, 셋째 아들이라는 설도 있다)로 가스가 산성에서 태어났다. 어머니는 같은 에치고 스요시 성(栖吉城) 성주로 고시 나가오 집안(古志長尾家)의 나가오 후사카게(長尾房景)의 딸 도라고젠(虎御前)이다. 아명인 도라치요(虎千代)는 그가 태어난 해가 인(寅)의 간지 해에서 연유한다.
당시 에치고 국은 내란이 격화된 하극상 시대로 아버지 다메카게도 다른 무장들처럼 싸움을 거듭했다. 그 과정에서 에치고 슈고였던 우에스기 후사요시(上杉房能)를 자결로 몰아갔고, 관동관령 우에스기 아키마사(上杉顯定)를 나가모리하라(長森原) 전투에서 잡아 죽이기까지 했다. 그리고는 차기 슈고가 된 우에스기 사다자네(上杉定實)을 꼭두각시처럼 부리며 위세를 떨치면서 에치고 국을 평정하기에 이르렀다. 도라치요가 태어난 직후인 교로쿠 3년 10월에는 조조 성(上條城) 성주 우에스기 사다노리(上杉定憲)가 옛 우에스기 집안 세력을 규합하여 다메카게에게 반기를 들었다. 이 병란에는 아가노강(阿賀野川) 북쪽에 할거하던 아가키타슈(揚北衆) 뿐 아니라 동족인 나가오 일족의 우에다 나가오 집안(上田長尾家)의 당주 나가오 후사나가(長尾房長)마저도 호응하였다. 에치고 나가오 집안(越後長尾家)은 부도하라군(蒲原郡) 산조(三條)를 영지로 거느리고 후나이(府內)에 거주하던 산조 나가오(후나이 나가오라고도) 집안, 고시 군(古志郡)을 근거지로 하는 고시 나가오 집안, 우오누마 군(魚沼郡) 우에스기장(上田庄)을 지역 기반으로 삼은 우에다 나가오 집안, 이렇게 세 집안으로 나뉘어 슈고다이 지위를 놓고 서로 다투었다. 그러나 결국 산조 나가오 집안이 슈고다이 자리를 독점하게 되자, 우에다의 나가오 후사나가는 이에 불만을 품고 사다노리의 병란에 가담하기에 이르렀다. 다메카게는 산부이치가하라(三分一原)의 전투에서 승리하였으나, 우에다 나가오 집안과 항쟁은 새로 우에다 나가오 집안의 당주가 된 나가오 마사카게(長尾政景)의 모반이나 오다테(御館)의 난까지 이어지는 등 계속되었다.
덴분 5년(1536년) 8월에 다메카게는 물러나 은거하고 가문은 도라치요의 형인 하루카게(晴景)가 이어받는다. 도라치요는 성 아래 린센지(林泉寺)에 입문해, 주직(住職) 덴시쓰 고이쿠(天室光育)로부터 가르침을 받았다(친아버지와의 사이가 소원했던 도라치요였기에 다메카게를 피하는 방법의 하나로 절에 들여지게 된 것으로 보인다). 덴분 11년(1542년) 12월, 다메카게는 병사하고, 적대 세력이 가스가 산성을 위협하는 상황에서 도라치요 등은 투구와 갑옷을 입은 채 장의를 준비할 정도였다. 형 하루카게에게는 에치고 국을 다스릴 재능이 모자랐고, 슈고 우에스기 사다자네가 복권하여 우에다 나가오 집안과 우에스기 사다노리, 아카키타추 등의 슈고파가 주류 파벌로서 구니의 정치를 좌지우지하는 판국이었다. 도라치요는 덴분 12년(1543년) 8월 15일에 성인식을 하고 나가오 가게토라(長尾景虎)라고 개명한 뒤, 9월에는 하루카게의 명을 받아 고시군지(古志郡司)로서 가스가 산성을 출발해 산조 성(三条城), 나아가 도치오 성(栃尾城)으로 들어간다. 그 목적은 나카고리(中郡)의 반 슈고다이 세력을 평정하고 나가오 집안의 영지를 통치하며, 나아가 시모고리(下郡)의 아가키타슈를 제압하기 위한 것이었다.
당시 에치고에서는 슈고 우에스기 사다자네가 다테 다네무네(伊達稙宗)의 아들 도키무네마루(時宗丸, 다테 사네모토伊達実元)를 양자로 들이는 문제로 인해 내란이 일어났고, 에치고의 고쿠진슈(國人衆)도 찬성하는 입장과 반대하는 입장으로 양분되어 있었는데, 가게토라가 성인식을 치른 이듬해인 덴분 13년(1544년) 봄, 병약한 하루카게를 가볍게 보던 에치고의 호족이 모반을 일으켰다. 15세의 가게토라도 애송이 취급해 얕잡아보던 인근 호족들은 도치오 성을 공격해 왔고 가게토라는 소수의 병사를 둘로 나누어 한쪽이 가라카사마쓰(傘松)에 진을 치고 있던 적의 본대의 배후를 급습하게 한 뒤, 적군이 혼란에 빠진 틈을 노려 성에서 본대를 돌격시킴으로써 마침내 궤멸시켰다(도치오 성 전투). 가게토라의 첫 전투였다.

### 가독 상속
덴분 14년(1545년) 10월, 슈고 우에스기 집안의 노신으로 구로타키 성(黒滝城)의 성주로 있던 구로다 히데타다(黒田秀忠)가 나가오 씨에 대한 모반을 일으켰다. 히데타다는 슈고다이 하루카게가 있던 가스가 산성까지 공격해 왔고 가게토라의 형 나가오 가게야스(長尾景康) 등도 이때 죽었으며, 그 뒤 곧장 구로타키 성으로 돌아가 농성하였다. 가게토라는 형을 대신해 우에스기 사다자네로부터 토벌 명령을 받아, 총대장으로서 공격을 지휘하여 히데타다를 항복시켰다(구로타키 성 전투). 그러나 이듬해인 덴분 15년(1546년) 2월에 히데타다는 다시 거병하였고 가게토라는 이번에도 또다시 출전하여 구로다 씨를 멸문시키고 만다. 일련의 사건들 속에서 하루카게에게 불만을 품고 있던 에치고의 고쿠진 일부가 가게토라를 옹립하면서 하루카게에게 물러날 것을 강요했고, 하루카게와 가게토라의 관계는 험악해지게 된다.
덴분 17년(1548년)에 이르러서는 하루카게를 대신해 가게토라를 새로운 슈고다이로 옹립하려는 움직임이 활발해졌고, 그 중심에는 아가키타슈(揚北衆)의 톳사카 성(鳥坂城) 성주 나카조 후지스케(中条藤資)와, 기타시나노(北信濃)의 호족으로서 가게토라의 숙부이기도 했던 나가노 성(中野城) 성주 다카나시 마사요리(高梨政賴)가 있었다. 여기에 도치오 성에서 가게토라를 보좌하던 혼조 사네요리(本庄実乃), 가게토라의 외가인 스요시 성주 나가오 가게노부(長尾景信), 요이타 성(与板城) 성주 나오에 사네쓰나(直江實綱), 산조 성의 성주 야마요시 유키모리(山吉行盛) 등이 협조해 가게토라를 지지하는 하나의 파벌이 형성된다. 이에 맞서 하루카게를 지지한 것은 우에다 나가오 집안의 사카도시 성(坂戸城)의 성주 나가오 마사카게(長尾政景)나 부도하라 군 오쿠야마장(奧山莊)의 구로카와성 성주 구로카와 기요자네(黑川淸實) 등이었다. 이들의 대립은 그 해 12월 30일, 슈고 우에스기 사다자네의 조정을 바탕으로 하루카게가 가게토라를 양자로 삼아 가문을 양도한 뒤 은거하는 것으로 매듭지어졌고, 가게토라는 나가오 씨의 본거지 가스가 산성에 입성하고 19세의 나이로 가문을 상속받아 에치고의 슈고다이가 되었다.
2년 후인 덴분 19년(1550년), 사다자네가 후계 없이 죽자, 쇼군 아시카가 요시테루는 가게토라의 에치고 국주(國主)의 지위를 인정한다. 12월에는 일족인 사카도시 성주 나가오 마사카게가 가게토라의 가문 상속에 불만을 품고 반란을 일으키는데, 그 원인은 가게토라가 에치고의 국주가 되면서 하루카게를 지지했던 마사카게 자신의 입장이 난처해진 것과, 오랫동안 우에다 나가오 집안과는 대립하는 관계였던 고시 나가오 집안이 가게토라를 지지하면서 일족 내에서의 발언권이 세진 것 등이 있었다. 그러나 가게토라는 덴분 20년(1551년) 1월에 마사카게측의 홋치 나가요시(発智長芳)의 거성인 이타기 성(板木城)을 쳐서 이기고, 8월에는 사카토 성을 포위하여 반란을 진압한다(사카토 성 전투). 항복한 마사카게는 가게토라의 누나 센도인(仙桃院)의 남편이라는 이유 등으로 목숨을 건졌고 이후 가게토라의 중신으로 우대받게 된다. 마사카게의 반란이 진압되면서 에치고 국의 내란도 일단 수그러들었고, 에치고는 통일되었다(하지만 우에다 나가오 집안과 고시 나가오 집안의 적대관계만은 뿌리깊게 남아, 훗날 오다테의 난에서 우에다 나가오 집안은 마사카게의 친자식인 우에스기 가게카쓰에게, 고시 나가오 집안은 우에스기 가게토라에게 가담했다. 결과는 고시 나가오 집안의 패배와 멸망이었다). 가게토라의 나이 22세였다.

### 제1차, 제2차 가와나카지마 전투

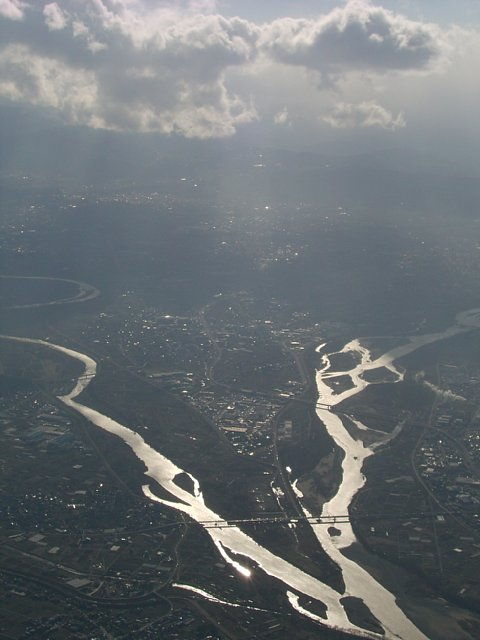
가와나카지마(川中島) 일대

덴분 21년(1552년) 1월, 사가미국의 호조 우지야스의 공격을 받아, 고즈케(上野) 히라이 성(平井城)의 간토간레이 우에스기 노리마사(上杉憲政)가 성을 버리고 에치고로 도망쳐 와서 구원을 요청한다. 가게토라는 노리마사를 받아들여 관저에 들이면서 우지야스와 적대관계가 되었다. 4월 23일에 가게토라는 종5위하 단조소히쓰(彈正少弼)의 관직을 수여받았다. 8월에 가게토라는 곧장 히라코 손자부로(平子孫三郞), 혼조 시게나가(本庄繁長)를 간토로 보내어, 고즈케의 누마타 성(沼田城)을 치고 호조군을 격파한다. 호조군을 이끌고 있던 호조 겐안(北條幻庵)은 고즈케에서 물러나 무사시국의 마쓰 산성(松山城)으로 달아났고, 에치고군이 히라이 성과 히라이 가네 산성(平井金山城)까지 탈환하는데 성공하면서 노리마사는 히라이 성으로 돌아올 수 있었다. 에치고의 이웃국인 고즈케로 힘을 뻣친 호조 가문은 에치고의 위협이 되었기 때문이다.
이 해에 가이의 다케다 하루노부(훗날의 다케다 신겐)가 시나노를 침공해 왔고, 영토에서 쫓겨난 시나노 슈고 오가사와라 나가토키(小笠原長時)가 또다시 가게토라에게 구원을 요청해 왔다. 나아가 덴분 22년(1553년) 4월에는 시나노 국 하니시나 군(埴科郡)의 가쓰라오 성(葛尾城) 성주 무라카미 요시키요(村上義淸)도 하루노부와의 싸움에서 패하고 가쓰라오 성을 탈출해 가게토라에게 원군을 요청했다. 요시키요는 가게토라로부터 5천의 원군을 받아 무라카미 집안의 영지를 다케다군으로부터 되찾고자 출진했고, 같은 달에 다케다군을 하치만(八幡) 전투에서 격파하고 다케다군을 무라카미 영지에서 내쫓고 가쓰라오 성도 되찾았다. 그러나 물러난 듯 했던 하루노부는 다시 7월에 친히 대병력을 인솔하여 무라카미 영지를 침공했고 요시키요는 다시 에치고로 도망쳐 왔다. 마침내 가게토라는 하루노부 토벌을 결의하고, 8월에 친히 군대를 인솔해 시나노 국으로 출진했다. 30일에 후세(布施)의 전투에서 하루노부군의 선봉을 격파한다. 9월 1일에는 야하타에서도 다케다군을 물리쳤으며, 다케다 영내에까지 깊숙이 침투해 아라토 성(荒砥城)·아오야기 성(青柳城)·고쿠조 산성(虚空蔵山城) 등, 다케다의 여러 성들을 항복시켜 나갔다. 이에 하루노부는 시오타 성(塩田城)에 본진을 두고 결전을 피했고, 마침 교토로 상경할 예정이었던 가게토라도 굳이 더 나아가지 않은 채 9월에 에치고로 돌아왔다(제1차 가와나카지마 전투).
9월 상경해 고나라 천황과 쇼군 아시카가 요시테루를 알현한다. 교토에서 입궐하여 고나라 천황을 배알한 자리에서 가게토라는 천황으로부터 어검(御劍)과 천배(天盃)를 하사받고 "적을 토벌하라"는 칙명을 받았다. 또한 이 상경 때 사카이(堺)를 유람하며 고야 산(高野山)을 참배하고, 교토로 돌아와 전임 다이도쿠지(大德寺) 주지 데쓰슈 소쿠(徹岫宗九) 아래서 참선하여 '소신(宗心)'이라는 법명을 하사받았다. 다만 이 기록은 《언계경기(言繼卿記)》나, 에도 말기에 편찬된 무로마치 막부의 역사서 《후감(後鑑)》 등에는 기록되어 있지 않고 우에스기 집안의 족보에만 전한다.
덴분 23년(1554년) 가신 기타조 다카히로(北條高廣)가 다케다와 짜고 모반을 일으켰으나, 덴분 24년(1555년)에 직접 출진해 다카히로의 거성인 기타조 성(北条城)을 포위하여 함락시키고 이를 진압한다(기타조 성 전투). 다카히로는 간신히 사면되고 다시 가신으로 받아들여졌다. 이 사이 하루노부는 젠코지 벳토(善光寺別當) 구리타 가쿠주(栗田鶴寿)를 아군으로 끌어들여 아사히 산성(旭山城)을 지배하에 두었고, 이에 맞서 가게토라는 동년 4월에 다시 시나노로 출병, 하루노부과 가와나카지마의 사이 강(犀川)을 사이에 두고 대치한다(제2차 가와나카지마 전투). 또한 스소바나 강(裾花川)을 사이에 두고 아사히 산성과 마주보는 가쓰라 산성(葛山城)을 쌓아 아사히 산성의 다케다군을 견제하게 했다. 가게토라는 사이 강의 도하를 시도하는 등 공세를 펼쳤으나, 소규모 전투만을 거듭할 뿐 결판은 좀처럼 나지 않았고 아무런 진척도 없이 5개월 동안을 대치하던 끝에 결국 최종적으로 하루노부가 가게토라에게 신청하는 형식으로, 스루가의 이마가와 요시모토의 중개 아래 화친하고 물러났다. 다케다측의 아사히 산성을 부수고 다케다가 빼앗았던 가와나카지마의 영지도 본래 주인에게 돌려준다는, 가게토라에게 유리한 조건이었다(제2차 가와나카지마 전투).
그런데 고지(弘治) 2년(1556년) 6월, 가신들간의 영토 싸움을 조정하느라 심신이 완전히 지쳐 버린 탓인지 가게토라는 돌연 출가를 선언하고, 고야 산(일설에는 히에이 산)으로 가버렸다. 그리고 그 사이 하루노부와 밀통한 가신 오쿠마 도모이에(大熊朝秀)가 반기를 들었고, 덴시쓰 고이쿠나 나가오 마사카게 등의 설득으로 출가를 단념한 가게토라는 다시 에치고로 돌아와 엣추로 일단 물러났다가 다시 에치고로 침입하려던 도모히데를 쳐부수었다(고마가에리 전투).
고지 3년(1557년) 2월, 하루노부는 맹약을 깨고 나가오측의 가쓰라 산성을 공략했다. 나아가 시나노와 에치고의 국경 부근까지 진군하여, 가게토라측의 시나노 호족 다카나시 마사요리의 거성 이야마 산성(飯山城)을 공격했다. 마사요리로부터 구원 요청을 받은 가게토라는 마침 시나노와 에치고의 국경을 막은 폭설로 출병이 늦어졌고, 4월에야 다시 가와나카지마로 출진하여(제3차 가와나카지마 전투) 다카이 군(高井郡) 야마다 성(山田城)과 후쿠지마 성(福島城)을 쳐서 함락시키고 나가누마 성(長沼城)과 젠코지를 탈환, 요코야마 성에 진을 친 가게토라는 나아가 앞서 헐렸던 아사히 산성을 다시 쌓아 본영으로 삼았다. 5월에 가게토라는 다케다 영내에 깊숙이 침공하여 하니시나 군(埴科郡)과 치이사가타 군(小県郡)의 경계인 사카키(坂木)의 이와하나(岩鼻)까지 진군했다. 그러나 가게토라의 힘을 잘 알았던 하루노부는 후카시 성(深志城)에서 더 진군하지 않고 그와의 결전을 피했다. 7월, 다케다군의 별동대가 나가오측의 아쿠모 군(安雲郡) 오다니 성(小谷城)을 공략하고, 나가오군은 배후를 위협당하자 이이 산성까지 군사를 빼내어 다카이 군의 노자와 성(野沢城)·아마가사리 성(尼巌城)을 공격했다. 8월에 양군은 모토도리 산성(髻山城)에서 가까운 미즈우치 군(水内郡) 우에노가하라(上野原) 들판에서 교전하지만 이마저도 결정적인 싸움은 아니었다.
고지 4년(1558년), 쇼군 요시테루로부터 상경 요청을 받은 가게토라는 이듬해 상경할 뜻을 전달했는데, 이듬해인 에이로쿠 2년(1559년) 3월, 가게토라가 에치고를 떠나 자리를 비운 때에 다카나시 마사요리의 본성·나카노 성이 다케다측의 고사카 마사노부의 공격으로 함락되었다. 가게토라가 시나노에 출병하지 못하는 시기를 노려가며 하루노부는 차츰 젠코지 일대를 차지해가고 있었다.

### 오다와라 성 전투

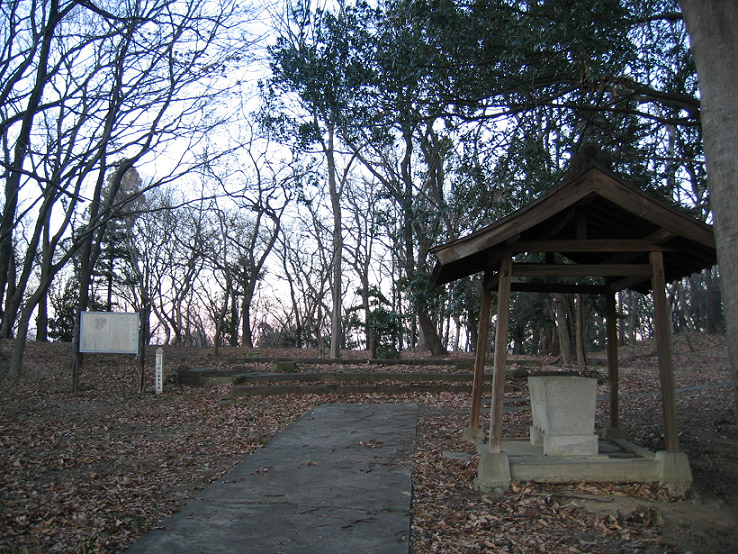
마쓰 산성의 혼마루(本丸)터

에이로쿠 2년(1559년) 5월, 가게토라는 전년에 했던 약속대로 교토로 상경해서 오기마치 천황과 쇼군 아시카가 요시테루를 알현한다. 가게토라는 그때 요시테루로부터 관령에 걸맞은 대우를 받게 된다.(우에스기의 칠면허七免許). 《후감》은 《간토간레이기(關東管領記)》, 《간토병란기(關東兵亂記)》(소슈병란기相州兵亂記), 《가스가 산 일기(春日山日記)》(우에스기군기上杉軍記) 등에서 이러한 기록들을 뽑아 기재하였다고 밝히고 있다. 또한 내리(內裏) 수리에 필요한 자금을 바쳤다고도 하나, 조정의 기록인 《어탕전상일기(御湯殿上日記)》 에이로쿠 3년(1560년) 6월 18일조에 "에치고의 나가오(가게토라)가 내리(內裡) 수리의 임무를 청했다"는 기술만 있을 뿐, 기록에 따라 시점이나 내용에 차이를 보인다.
가게토라와 쇼군 요시테루의 관계는 친밀했지만, 이 즈음에 요시테루가 가신 오다치 하루미쓰(大舘晴光)를 보내 나가오 가게토라, 다케다 신겐, 호조 우지야스 이 세사람이 화친해서 미요시 나가요시(三好長慶)의 세력을 몰아 내주기를 바랐지만, 세 사람의 생각 차이가 심해 실현되지 못했다.
에이로쿠 3년(1560년) 음력 3월, 엣추의 시나 야스타네(椎名康胤)가 진보 나가모토(神保長職)의 공격을 받아서 가게토라에게 지원을 요청했다. 이를 받아들인 가게토라는 처음으로 엣추로 출진하여 곧바로 나가모토의 거성 도야마성을 함락시킨다. 나아가 나가모토가 달아난 마스 산성(増山城)까지 함락시키고 야스타네를 구원했다. 그 해 5월에는 마침내 호조 우지야스를 토벌하기 위해 에치고에서 간토로 출진해 미쿠니 고개(三国峠)를 넘고, 고즈케 국으로 들어간 가게토라는 오가와(小川)·나구루미(名胡桃)·묘간(明間)·누마타(沼田)·이와시타(岩下)·시라이(白井)·나와(那波)·우마바야시(・厩橋) 등 호조측의 여러 성들을 차례대로 공략하고, 우마야바시 성을 간토에서의 거점으로 삼아 이곳에서 한 해를 보낸다. 앞서 간토의 여러 무장들에게 고호조씨 토벌을 외치며 참전할 것을 요구하는 격문을 띄운 적도 있었기에, 가게토라의 공세를 지켜본 간토의 여러 무장들은 차례대로 가게토라에게로 몰려왔고 군사의 수는 나날이 늘어났다. 가게토라는 에이로쿠 4년(1561년)이 되자마자 군을 인솔하여 고즈케 국에서 무사시 국으로 진격, 후카야(深谷)·시노부(忍)·하뉴(羽生) 등의 성을 차례대로 차지하고, 우지야스의 거점이었던 오다와라 성(小田原城)을 목표로 사가미 국까지 침공해 2월에는 가마쿠라를 함락시켰다. 우지야스는 가게토라를 상대로 야전은 불리하다고 판단하고 사가미의 오다와라 성이나 다마나와 성(玉縄城), 무사시의 다키 산성(滝山城)이나 가와고에 성(河越城) 등으로 물러나 농성을 벌였다. 3월에 가게토라는 간토간레이 우에스기 노리마사를 끼고 우쓰노미야 히로쓰나(宇都宮広綱), 사타케 요시아키(佐竹義昭), 오야마 히데쓰나(小山秀綱), 사토미 요시히로(里見義弘), 오다 우지하루(小田氏治), 나스 스케타네(那須資胤), 오타 스케마사(太田資正), 미타 쓰나히데(三田綱秀), 나리타 나가야스(成田長泰) 등의 옛 우에스기 가신들을 중심으로 한 10만 대군으로 오다와라 성을 비롯한 여러 성을 포위하고 공격을 개시했다(오다와라 성 전투). 또 오다와라로 향하는 도중에 간토 구보(關東公方)의 거처로서 당시 간토의 중심으로 주목받고 있던 고가 고쇼(古河御所)를 제압하고, 고호조씨에 의해 간토 구보로 옹립되었던 아시카가 요시우지(足利義氏)를 내쫓은 뒤 후 아시카가 후지우지(足利藤氏)를 대신 고가 고쇼로 맞아들였다.
전투에서 오다와라 성의 연지문(蓮池門)으로 돌입하는 등의 공세를 펼쳐 칩거 상태의 우지야스를 궁지로 몰아넣었지만, 우지야스와 동맹을 맺고 있던 다케다 신겐이 가와나카지마에서 군사행동을 일으킬 움직임을 보이며 가게토라의 배후를 견제해왔고, 가게토라가 간토에서 우지야스와 싸우는 동안 실제로 가와나카지마에 가이쓰 성(海津城)을 완성시키고 이곳을 전진기지로 삼아 시나노 젠코지 일대에서 세력을 키워가고 있었다. 이러한 가운데 장기에 걸친 출병을 유지할 수 없었던 사타케 요시아키 등이 철병을 요구하며 무단으로 진을 퇴거하는 사태까지 벌어졌다. 때문에 호조씨의 본거지 오다와라 성까지 쳐들어갔음에도 그 성을 함락시키지는 못한 채 1개월 후에 가마쿠라로 철퇴했다. 이후 에치고에 귀환하던 도중인 4월, 무사시 국의 중부 벌판을 제압하는 요충지인 마쓰 산성을 공격해서 호조측의 성주 우에다 도모나오(上田朝直)의 항전을 물리치고 성을 함락시킨다(마쓰 산성 전투). 마쓰 산성에는 우에스기 노리마사를 쇼쇼(城将)로 남겨두고, 우마야바시 성에는 죠다이(城代)로 의동생 나가오 가네타다(長尾謙忠)를 두고 귀국했다.

### 간토간레이 취임
가게토라는 우에스기 노리마사의 요청으로 가마쿠라부(鎌倉府)의 쓰루가오카 하치만구에서 에이로쿠 4년(1561년) 윤3월 16일, 야마노우치 우에스기씨(山內上杉氏)의 가독과 간토간레이직을 상속받아 이름을 우에스기 마사토라(上杉政虎)로 바꾼다. 원래 우에스기 집안은 쇼군 집안인 아시카가 종가의 외척으로 명문 지위에 있었고, 간토간레이직은 그러한 인연 덕분에 대대로 우에스기 집안이 맡아온 직무였다. 나가오 집안은 우에스기 집안의 가신인 데다 우에스기 집안의 본성이 후지와라씨인데 비해 나가오 집안은 간무 헤이시(桓武平氏)였다. 우에스기와는 본래 성도 다른 데다 지위도 우에스기의 가신에 불과했던 나가오 집안의 가게토라가 우에스기 집안의 가명을 이어받기에 이른 배경에는 평소부터 우에스기 집안에 양자를 들이려 했던 우에스기 노리마사가 예전 우에스기 집안에서 양자를 들인 적이 있는 사타케 집안으로부터 양자를 들여오는 것을 거절당하여 고뇌하던 끝에 에치고의 실력자인 나가오 가게토라에게 잇게 하였다는 설도 있다. 다만 《번한보(藩翰譜)》에는 마사토라 자신이 우에스기 요리나리(上杉頼成)의 남자쪽 자손이라는 기술이 있다. 《오닌무감(應仁武鑑)》이나 《하기와라 가보안(萩原家譜案)》에도, 우에스기 요리나리의 아들이 나가오 후지카게(長尾藤景)로 나가오 집안에 양자로 들어간 취지가 기록되고 있다. 그러나 다른 계도에서는 우에스기 집안에서 양자를 맞이한 나가오 집안은 시모우사(下総)로 분가한 나가오 집안이지 에치고 나가오 집안과는 직접적인 관계가 없다는 계도가 대부분(가게타메景爲 혹은 가게요시景能로 이어지는 흐름)이다. 실제 혈통은 이어져 있지 않아도 나가오 집안도 사타케 집안처럼 우에스기 출신의 양자를 맞이한 가계가 되는

### 제4차 가와나카지마 전투와 고호조씨의 반격

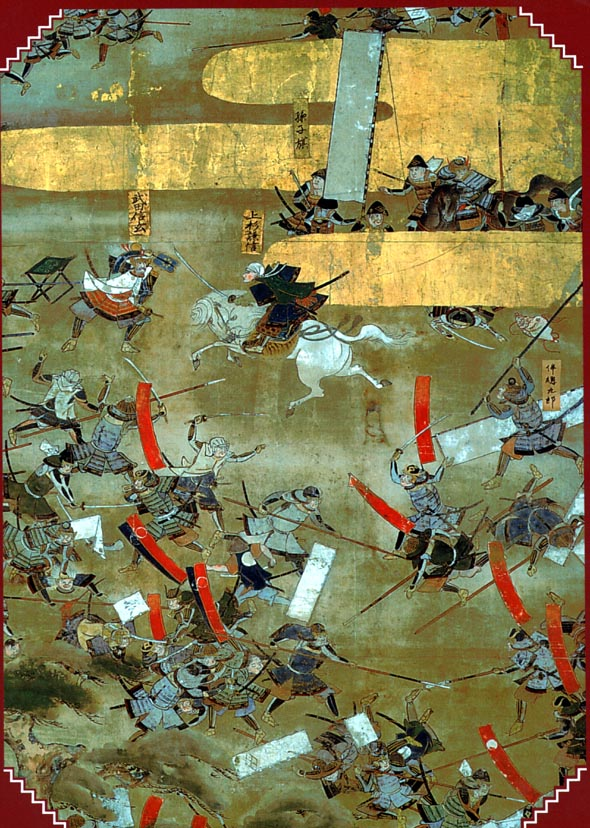
제4차 가와나카지마 전투

이 무렵부터 다케다 세력은 시나노 북부를 침공해오고 있었다. 《고료군칸》에 따르면 간토로 귀국한 뒤인 에이로쿠 4년(1561년) 8월, 마사토라는 1만 8천의 군사를 인솔해 가와나카지마로 출진한다(제4차 가와나카지마 전투). 이때 마사토라는 마바리대(荷駄隊)와 군사 5천을 젠코지에 남겨두고 1만 3천의 병력을 이끌고 다케다 영내에 깊숙이 침공하여, 사이조 산(妻女山)에 포진했다. 이때 가와나카지마에서 다케다 군과의 치열한 결전을 벌여, 다케다 군의 다케다 노부시게(武田信繁)·야마모토 간스케(山本勘助)·모로즈미 도라사다(両角虎定)·하쓰시카노 겐고로(初鹿野源五郞)·사에구사 모리나오(三枝守直) 등의 많은 적장을 전사시키고 총대장 신겐도 겐신과의 1대 1 대결에서 부상을 입는 등, 다케다군에 큰 타격을 주었다고 한다(하지만 우에스기 군의 피해도 커 사실상 전투의 소득은 없었다). 제4차 가와나카지마 전투를 계기로 시나노 북부를 둘러싼 다케다와 우에스기의 전쟁은 수습되었고, 에이로쿠 말년에는 양자간의 사이를 비롯한 도고쿠 및 기나이의 정세가 크게 바뀌게 된다.
11월에 다케다는 니시우에노(西上野) 침공을 개시했고, 호조 우지야스도 간토에서 다케다와 협조해 반격을 개시하여 마사토라에게 빼앗겼던 무사시 국의 마쓰 산성을 탈환하고자 했다. 이에 마사토라는 11월에 다시 간토로 출진하여 무사시 국 북부에서 우지야스와 겨룬다(이쿠노 산의 전투). 그러나 가와나카지마에서 큰 손해를 입은 영향 탓인지 패퇴하고 말았다(내각문고 소장·오바타 가 문서). 다만 이 전투에서 마사토라 자신이 직접 지휘를 맡았다는 기록은 보이지 않는다. 또한 이쿠노 산의 전투에서는 졌지만, 마쓰 산성을 공격하는 고호조군을 철퇴시키는 데는 성공했다. 그 뒤 마사토라는 고가 고쇼 부근에서 잠시 물러났다(고노에씨 서신近衛氏書状). 전투의 결과 나리타 나가야스나 사노 마사쓰나(佐野昌綱)를 비롯한 무사시 국의 동족 우에스기 노리마사가 고호조측에 항복해 버렸다. 마사토라는 자신을 배반한 마사쓰나를 다시 복종시키기 위해 시모스케(下野)의 가라자와 산성(唐沢山城)을 공격하지만, 간토 제일의 산성이라 불릴 정도로 난공불락이었던 이 성을 공략하는데 애를 먹었다. 이후 마사토라는 가라사와 산성을 두고 마사쓰나와 몇 번이나 공방전을 펼치게 된다(가라자와 산성 전투). 12월, 마사토라는 쇼군 요시테루의 이름을 받아 데루토라(輝虎)라고 개명한다. 그는 에치고에 돌아가지 않고 고즈케의 우마야바시 성에서 해를 보냈다.

### 다케다 가문, 호조 가문과의 전투
간토의 전선은 당초 대군을 일으켜 오다와라 성을 포위하는 등 데루토라가 우세했지만, 다케다와 고호조 양측으로부터 연달아 공격받으면서 열세에 몰리게 되었다. 에이로쿠 4년에는 여태껏 신겐의 고즈케 국 침공에 맞서 항전을 벌여왔던 미노와 성(箕輪城)의 성주 나가노 나리마사(長野業正)가 병사하자 이 기회를 놓치지 않고 신겐은 고즈케 국에 대한 공세를 펼쳤다. 동시에 호조 우지야스가 수세에서 공세로 바꾸어 마쓰 산성을 탈환하는 등 북쪽으로 세력을 넓혀갔다. 이에 간토의 여러 무장들은 데루토라가 간토로 출병해 오면 우에스기에 항복하고 따를 뜻을 보였다가도, 데루토라가 에치고 국으로 돌아가고 나면 다시 고호조측으로 돌아서기를 반복했다. 신겐과 동맹을 맺어 간토로 세력을 늘려가는 우지야스에 맞서 데루토라는 아와 국의 사토미 요시타카(里見義堯) · 요시히로(義弘)와 동맹을 맺었다.

#### 엣추, 간토출병
에이로쿠 5년(1562년), 고즈케의 다테바야시 성(館林城) 성주였던 아카이 씨(赤井氏)를 멸망시키지만, 사노 마사쓰나가 농성하는 가라자와 산성을 함락시키지는 못했다. 7월에는 엣추 국으로 출진하여 시이나 야스타네를 압박하던 진보 나가모토를 항복시켰다. 그러나 나가모토는 데루토라가 에치고로 돌아간 뒤 다시 군사를 일으켰고, 데루토라는 9월에 다시 엣추 국으로 돌아와 나가모토를 항복시켰다. 그런데 간토를 비워둔 사이 무사시 국의 우에스기측 거점이었던 마쓰 산성이 재차 고호조측의 공격을 받았다. 신겐의 원군 5만까지 가세하여 대병력을 이룬 이 연합군에 비해 마쓰 산성의 우에스기 군세는 몹시 적은 병력이었다. 이미 에치고 국에서 간토로 가는 국경이었던 미쿠니 고개는 폭설로 봉쇄되어 있었음에도 데루토라는 마쓰 산성을 구원하기 위해 쌓인 눈들을 뚫고 고개를 넘어 12월에 고즈케 국의 누마타 성으로 들어왔다. 여기서 군사를 모아 구원에 나섰지만, 간발의 차이로 에이로쿠 6년(1563년) 2월에 마쓰 산성은 함락되고 말았다. 반격에 나선 데루토라는 무사시로 쳐들어가서 오타 도모오키(小田朝興)가 지키고 있던 기사이 성(騎西城)을 쳐서 함락시키고, 도모오키의 형으로 무사시 시노부 성주 나리타 나가야스를 항복시킨다. 그리고 고즈케로 가서 4월에 가라자와 산성을 공격, 사노 마사쓰나의 항복을 받아낸다. 오야마 히데쓰나가 지키고 있던 시모스케의 오야마 성(小山城)을 공격하고, 나아가 시모우사 국까지 진출하여 히데쓰나의 동생인 유키 성(結城城) 성주 유키 하루토모(結城晴朝)를 복속시키고 간토의 여러 성들을 차례차례 공략해 나갔다. 또한 이 해에 다케다와 고호조의 연합군에게 고즈케의 우마바야시 성을 일시 빼앗겼으나 다시 탈환하여 호조 다카히로(北条高広)를 쇼다이(城代)로 앉혔다. 윤12월에 고즈케의 와다 성(和田城)을 공격한 뒤, 그 해도 똑같이 우마바야시 성에서 지샜다.
에이로쿠 7년(1564년) 히타치국에 들어간 데루토라는 1월에 오타 우지하루의 거성 오타 성(小田城)을 공략하였다. 2월에는 다시 데루토라에게 반역한 사노 마사쓰나를 항복시키기 위해, 시모스케 국으로 출진해 가라자와 산성을 공격했다. 이 때의 전투는 총10회에 이르는 가라자와 산성의 공방전 가운데서도 최대의 격전이었다. 데루토라의 총공격에 맞서 필사적으로 항전하던 마사쓰나는 결국 사타케 요시아키나 우쓰노미야 히로쓰나의 의견에 따라 항복했고, 데루토라는 요시아키나 히로쓰나에게 마사쓰나의 목숨은 구해주겠다고 허락했다. 3월에 고즈케 국의 와다 성을 공격하려다 다케다군이 시나노 국에서 불온한 움직임을 보이면서 에치고로 돌아와야 했다.

#### 제5차 가와나카지마 전투
에이로쿠 7년(1564년) 4월, 다케다 신겐과 손잡고 에치고로 쳐들어온 아시나 모리우지(蘆名盛氏)를 격파하였다. 그 사이 신겐에게 시나노 국 미즈우치 군의 노지리 성(野尻城)을 빼앗기기도 했으나 곧 탈환했고, 8월에는 신겐과 다시 가와나카지마에서 대치한다(제5차 가와나카지마 전투). 그러나 신겐이 본진을 시오자키 성에 두고 데루토라와의 결전을 피했기 때문에, 60일에 이르는 대치 끝에 에치고로 철수했고, 끝내 결판을 내지 못한 채 다섯 차례에 걸친 가와나카지마 전투는 끝이 났다(이후 데루토라와 신겐이 가와나카지마에서 만나는 일은 없었다). 데루토라는 이 가와나카지마 전투로 시나노 슈고를 겸한 신겐의 사명이기도 했던 시나노 통일을 좌절시켜, 신겐의 에치고 침공을 저지하는 데 성공했지만, 영토적으로는 시나노의 북부 일부만을 장악, 무라카미 가문과 다카나시 가문 등의 옛 영지는 회복할 수 없었다. 10월, 다시 고호조씨에 가담한 사노 마사쓰나를 공격하여 항복시키고, 인질을 데리고 귀국했다.

#### 간토의 우에스기측 여러 무장들의 이반
에이로쿠 8년(1565년) 3월, 간토 중부의 요충지 요충·세키야도 성(関宿城)이 호조 우지야스의 공격을 받았다(제1차 세키야도 전투). 우지야스는 이와쓰키 성(岩付城)이나 에도 성(江戸城)을 거점으로 도네강(利根川)의 수계 등 간토에서의 수운 요충지인 이 성을 차지하기 위해 애썼다. 데루토라는 세키야도 성주 야나다 하루스케(簗田晴助)를 구원하기 위해 시모우사 국에 침공, 히타치의 사타케 요시시게(佐竹義重, 사타케 요시아키의 적남)도 세키야도 성에 원군을 보냈다. 때문에 우지야스는 공성전을 중지하고 데루토라와 싸워보지도 못한 채 물러났다. 6월에 신겐은 다시 고즈케 서부에 대한 공세를 펼쳐 우에스기측의 구라가노 나오유키(倉賀野尚行)가 지키던 구라가노 성을 공략했다. 신겐의 공세를 막기 위해 데루토라는 9월에 대군을 인솔해 다케다군의 고즈케의 거점·와다 성을 공격했지만 성공하지 못했다. 또한 이 해 2월에는 에치젠의 슈고·아사쿠라 요시카게(朝倉義景)가 잇코잇키(一向一揆) 전투로 고전하면서 데루토라에게 구원을 요청해 온다. 게다가 5월에는 쇼군 아시카가 요시테루가 미요시 요시쓰구(三好義繼)·마쓰나가 히사히데(松永久秀)의 모반으로 살해된다(에이로쿠의 변).

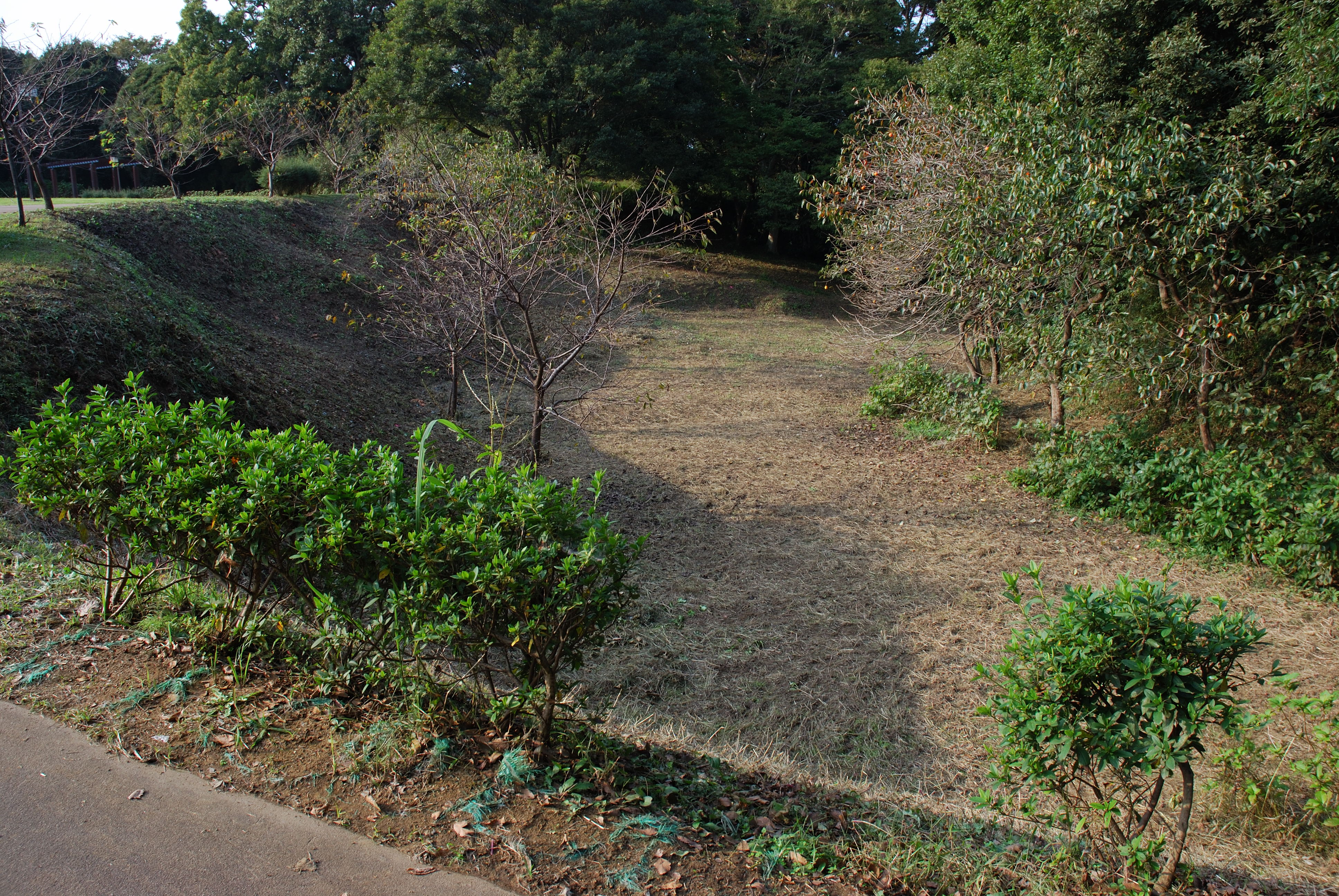
우스이 성 혼마루 해자 유적

에이로쿠 9년(1566년), 데루토라는 히타치 국으로 출병, 다시 오타 성에 들어온 오다 우지하루를 항복시키는 등 적극적인 공세를 걸친다. 또한 데루토라와 동맹을 맺고 있던 아와의 사토미씨가 고호조씨의 공세에 몰리자 이를 구원하고자 시모우사 국까지 깊숙히 침투해, 호조씨를 따르던 지바 씨(千葉氏)의 거점 우스이 성(臼井城)까지 바싹 쳐들어갔다. 하지만 성 자체는 함락 직전까지 몰아붙이고도 하라 다네사다(原胤貞)로부터 지휘권을 이어받은 참모 시라이 뉴도 세이잔(白井入道淨三)의 지략으로 결과적으로는 철퇴해야 했다(우스이 성 전투). 우스이 성 공략에 실패한 영향으로 데루토라에게 항복했거나 가담했던 간토의 호족들이 차례차례 고호조씨에게 붙어버렸다. 9월에는 고즈케 가네야마 성(金山城)의 성주 유라 나리시게(由良成繁)가 데루토라를 저버리고 돌아섰다. 같은 달에는 서부 고즈케의 마지막 거점이었던 미노와 성이 신겐의 공격으로 함락되고(성주 나가노 나리모리는 할복), 서부 고즈케 전역에 다케다 세력이 성장했다. 간토에서는 호조 우지야스·다케다 신겐의 두 세력과 동시에 싸우게 되어 수세에 몰린 상태에서 데루토라는 간토 진출을 목표로 하는 히타치의 사타케씨와도 대립하게 된다.
에이로쿠 10년(1567년), 데루토라는 사노 마사쓰나를 항복시키기 위해 다시 가라자와 산성을 공격했고, 한 번 격퇴당하기도 했지만 다시 공세를 펼쳐 3월에 마사쓰나를 항복시켰다. 그러나 우마야바시 성의 쇼다이를 맡고 있던 우에스기 집안의 가신 기타죠 다카히로마저 고호조씨와 밀통해 모반을 일으킨다. 데루토라는 4월에 다카히로를 물리치고 우마야바시 성을 탈환해 고즈케에서의 우에스기측의 거점을 다시 수중에 넣어 열세의 만회를 도모했다. 이때 데루토라는 고즈케·무사시·히타치·시모스케·시모우사 등을 전전했지만, 간토에서 그의 영토는 주로 동부 고즈케에 머물러 있었다(단 그가 사망할 당시, 고즈케·시모스케·히타치의 호족 일부는 우에스기측).

### 엣추 진출
에이로쿠 11년(1568년) 엣추의 잇코잇키와 시이나 야스타네가 다케다 신겐과 내통하고 있는 엣추를 제압하기 위해 엣추 마쓰쿠라 성(松倉城), 엣추 모리야마 성(守山城)을 공격했지만, 음력 5월 신겐과 내통한 중신 혼조 시게나가(本庄繁長)의 모반 때문에 에치고로 돌아간다. 음력 11월, 시게나가의 모반을 진압, 12월, 다케다과 단교한 이마가와 우지자네가 구원을 요청한다. 12월에는 아시나 모리우지(蘆名盛氏)의 중개로 혼조 시게나가의 적자 혼조 아키나가(本庄顕長)를 인질로 보내는 것으로 해서 시게나가의 귀국을 허락한다.
1569년 음력 3월, 다케다 신겐을 견제하기 위해 데루토라는 호조 우지야스와 동맹을 맺는다. (월상동맹(越相同盟)). 1570년 우지야스의 7번째 아들로 있는 호조 우지히데를 양자로 맞아들인다. 그리고 우지히데가 맘에 들어 자신의 이름이었던 가게토라라는 이름을 주는가 하면 일족으로서 후대했다고 한다. 12월에는 법명을 겐신(謙信)으로 정한다.
1571년 우지야스가 죽고, 대를 이은 호조 우지마사(北条氏政)는 우에스기와의 동맹을 파기, 다케다 신겐과 다시 화친했기 때문에, 양 군대는 도네강을 사이에 두고 대치한다. 8월, 북국(北国)으로 공격 방향을 돌려 엣추의 잇코잇키세력으로부터 도야마성을 빼앗는다. 11월, 신겐과 교전상황에 들어간다. 오다 노부나가의 동맹제의를 받는다. 그 후 엣추로 출진하지만, 신겐과 내통 반란을 일으킨 잇코잇키에 괴로워하며, 연말까지 잇코잇키와 싸움끝에 그들을 제압한다.
1573년 숙적 다케다 신겐이 병사하고 다케다씨의 위협이 수그러들자 엣추의 과반을 제압한다. 같은 해 우지마사가 고즈케를 침공하자 그것에 대항하기 위해 1574년 간토로 출진 가나야마성, 기사이성(騎西城), 하뉴 성(羽生城) 등 관동의 여러성을 차례차례 공략한다. 연말에는 삭발을 하고 호인다이오쇼(法印大和尚)를 맡는다. 1575년 1월 우에스기 가게카쓰에게 단조쇼히쓰을 양도한다.

### 오다 노부나가와의 전투
덴쇼 4년(1576년), 모리씨 아래서 몸을 의지하고 있던 쇼군 아시카가 요시아키가 반노부나가 세력을 규합하고 있었고, 5월 무렵부터 요시아키의 중개로 가이의 다케다 씨와 사가미의 고호조씨와의 고소에쓰 잇카(甲相越一和)가 시도되었다. 이 무렵 겐신은 노부나가와의 싸움으로 곤경에 처해 있던 혼간지(本願寺)의 겐뇨(顕如)와 강화를 맺었고 이로써 노부나가와의 동맹도 깨졌다. 이미 노부나가는 덴쇼 3년에 혼간지를 치고 나아가 에치젠까지 침공했으므로, 겐뇨와 에치젠의 일향종 승도들은 겐신에게 도움을 바라고 있었다. 겐뇨는 겐신을 괴롭혀온 잇코잇키의 지도자이기도 했기에, 이로써 겐신이 교토로 가는 길이 열리게 되었다. 고소에쓰 잇카는 성립되지 못했지만, 다케다 가쓰요리(武田勝頼)와도 화친을 하고 노부나가와의 동맹을 파기하는 등, 새롭게 겐신을 맹주로 하는 반(反)노부나가 포위망이 구축된다. 10월에는 아시카가 요시아키로부터 노부나가 토벌을 요구받고 상경을 서둘렀다(덧붙여 이 시기에 오다 노부나가는 이미 조정으로부터 나이다이진을 거쳐 고다이진으로까지 임명된 상태로 조정의 입장에서 '역적'에 대한 토벌이라기보다는 단지 힘이 쇠한 아시카가 쇼군가, 무로마치 막부 내의 무사들끼리의 사적인 분쟁일 뿐이었다).

### 엣추 평정
쇼군 요시아키의 요청으로 상경하기 한 달 전인 9월, 겐신은 이름뿐인 간레이 하타케야마씨(畠山氏)가 슈고로 있던 엣추를 공격해 잇코잇키 지배 아래 놓여있던 진보 우지하루(神保氏張)의 도야마 성, 모리야마 성 등을 차례대로 접수하고, 엣추의 슈고다이 시이나 야스타네의 하스누마 성(蓮沼城)을 함락시키고 야스타네를 죽임으로서 엣추를 평정한다. 상경을 서두른 겐신의 다음 목적은 노토(能登)로, 노토의 거점으로 하타케야마 가문의 거성이었던 나나오 성(七尾城)을 제압하는 것은 군세를 에치고에서 교토로 진군할 때 병참선을 확보하기 위한 중요한 과정이었다. 당시 나나오 성의 성주는 센고쿠 다이묘 하타케야마씨의 어린 당주 하타케야마 하루오마루(畠山春王丸)였으나 실권은 중신인 조 쓰구쓰라(長續連) · 쓰나쓰라(綱連) 부자였다. 나나오 성 내에서는 노부나가를 따르는 쓰구쓰라 부자와 겐신을 의지하려는 유사 쓰구미쓰(遊佐続光) 사이의 주도권 싸움으로 내부 대립이 있었다. 겐신은 먼저 화평한 뒤에 나나오 성을 접수하고자 했지만, 하타케야마측은 회의 끝에 결사항전을 결정했다.

#### 나나오 성 전투

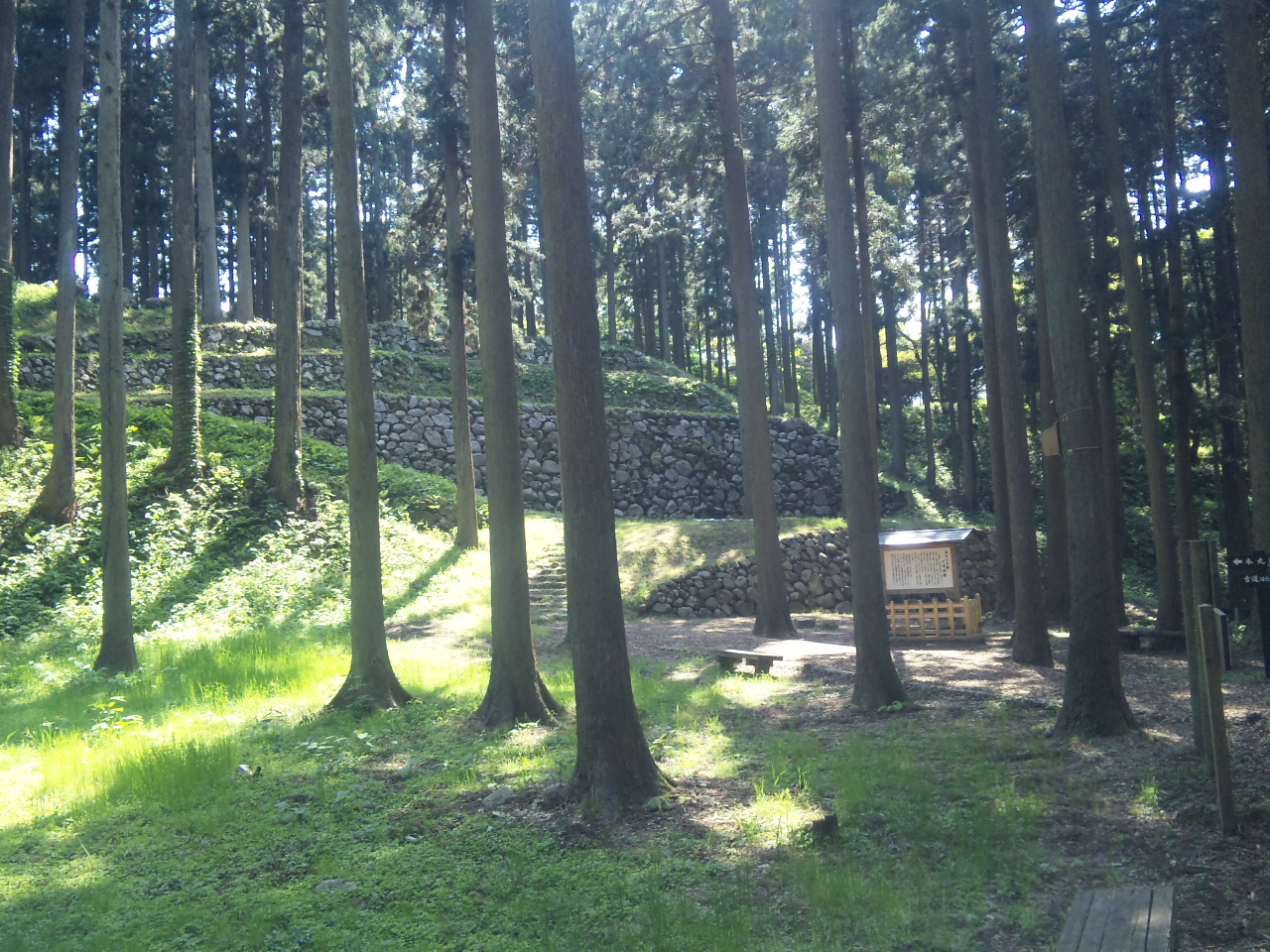
나나오 성터의 목마장 석축

덴쇼 4년 11월부터 겐신은 노토로 출정해 구마키 성(熊木城), 아나미즈 성(穴水城), 가부토 산성(甲山城), 쇼인카와시리 성(正院川尻城), 도기 성(富来城) 등 노토의 주요 성들을 차례대로 공략하며 나나오 성을 포위했다(제1차 나나오 성 전투). 그러나 나나오 성은 세키도 산(石動山) 산줄기를 따라 북쪽의 마쓰오 산(松尾山) 위에 쌓아올린 난공불락의 거성으로 힘으로 밀어붙이기는 곤란했고, 우에스기군은 공격을 위해 옆에 세키도 산성을 쌓기도 했지만 공격하다 지쳐 해를 넘겼다. 덴쇼 5년(1577년) 간토에서 호조 우지마사가 에치고, 고즈케를 침공했기 때문에 가스가 산성으로 일시 철퇴한다. 이 사이 하타케야마 군에 의해 우에스기 군이 전년에 빼앗았던 노토의 여러 성을 함락당하는 가운데, 아시카가 요시아키나 모리 데루모토로부터 속히 교토로 올 것을 재촉하는 밀서가 잇따랐다. 반전을 결의한 겐신은 윤7월 다시 노토에 침공해 여러 성들을 쳐서 함락시키고 나나오 성을 다시 포위한다(제2차 나나오성의 싸움). 때마침 성내에 역병이 돌아서 꼭두각시 고쿠시였던 하타케야마 하루오마루까지도 병사하고, 전쟁을 싫어하는 기운이 만연하고 있는 가운데 수비대장이었던 조 쓰구쓰라는 오다 노부나가의 원군에 희망을 걸면서 항복하려 하지 않았다. 9월 15일, 전쟁에 염증을 느낀 유사 쓰구미쓰가 겐신과 내통해 반란을 일으켜, 노부나가와 내통하고 있던 쓰구쓰라는 살해되고 마침내 나나오 성은 함락되었다. 이틀 뒤인 17일에는 가가 국의 국경에 있던 스에모리 성(末森城)까지 함락시키면서 노토도 완전히 우에스기의 지배하로 들어온다.
이때 겐신은 명문인 하타케야마 집안의 부활을 염두에 두고 있었고 유력한 고쿠진을 단속한 다음 하타케야마 요시하루(畠山義春)를 노토의 고쿠시로 세울 계획이었다고 한다. 또한 전투 뒤에 하타케야마 요시타카(畠山義隆)의 아들을 양자로 한다고 적힌 겐신의 편지가 남아 있는데, 여기서 말한 것은 하루오마루 자신이지만 실제로는 하타케야마 요시쓰구(畠山義続)의 아들이기도 하다(또한 하루오마루에게 남동생이 있었을 가능성을 제기하기도 하나 정설은 아니다).

### 데토리카와 전투
겐신이 나나오 성을 공격하고 있던 덴쇼 5년(1577년), 조 쓰구쓰라의 원군 요청을 받은 노부나가는 나나오 성을 구원하기 위한 군세의 파견을 결정하고 겐신과의 전투를 단행했다. 시바타 가쓰이에를 총대장으로 하시바 히데요시(羽柴秀吉)·다키가와 가즈마스(滝川一益)·니와 나가히데(丹羽長秀)·마에다 토시이에(前田利家)·삿사 나리마사(佐々成政) 등 3만 여 명의 군세가 8월에 에치젠 기타노쇼 성(北ノ庄城)에 모였고, 8일에 에치젠을 출발해 나나오 성으로 향했다. 가가 국(加賀國)에 들어 서서 잇키잇큐 세력과 교전하면서 진군하는 도중 총대장의 가쓰이에와 의견이 맞지 않던 히데요시가 자군을 먼저 빼버리는 등 보조에 혼선이 생기고 있었다. 9월 18일, 가쓰이에가 인솔하는 오다군은 데토리 강(手取川)을 건너 미즈시마에 진을 쳤지만, 이미 나나오 성이 함락되었다는 사실조차 알아차리지 못했다. 겐신은 나나오 성으로 오는 오다 군을 쫓아 공격하기 위해 일찌감치, 9월 17일에 스에모리 성을 함락시키고 음력 9월 18일에는 마쓰나미 성(松波城)까지 쳐서 함락시킨 상태였던 것이다. 오다군이 데토리 강을 넘어 가가 북부에 침입한 사실을 알자마자 겐신은 대군을 인솔해 단번에 남하했고, 가가 국에 들어와 가호쿠 군(河北郡)과 이시카와 군(石川郡)을 눈깜짝할 사이에 제압하고서 마쓰토 성(松任城)까지 진출했다. 9월 23일에야 오다군은 겐신이 이미 나나오 성을 함락시켰다는 것과 겐신이 이끄는 군대가 오다군과는 지척의 거리인 마쓰토 성에 진을 치고 있다는 급보를 접했고, 당황한 가쓰이에는 철퇴 명령을 내렸지만, 이에 맞선 우에스기군은 23일 밤, 데토리 강을 건너느라 허둥대던 오다군을 추격해 격파한다(데토리가와 전투). 이 싸움의 규모에 대해서는 여러 설이 있다.

### 말년
덴쇼 5년(1577년) 12월 18일, 겐신은 가스가 산성으로 귀환하고, 12월 23일에는 다음 원정을 위한 대규모 동원령을 포고했다. 덴쇼 6년(1578년) 3월 15일에 원정을 개시할 예정이었지만, 예정일을 6일 앞둔 3월 9일, 겐신은 원정 준비 중 가스가 산성에서 쓰러져, 3월 13일 미시(오후 2시)에 급사하고 만다. 향년 49세. 쓰러지고 난 뒤의 혼수상태와 관련해 겐신의 사인은 뇌일혈이라는 견해가 지배적이다.
겐신의 유해는 갑옷을 입히고 칼을 차게 하여 항아리 안에 넣고 옻칠로 밀봉했다. 이 항아리는 우에스기 집안이 요네자와(米沢)로 옮겨간 뒤에도 요네자와 성 혼마루 한쪽에 안치되었고, 메이지 유신 이후 역대 번주가 잠든 어묘(御廟)로 옮겨졌다. 양자로 삼았던 가게카쓰·가게토라 둘 중 어느 쪽을 후계로 삼을지를 분명히 발표하지 않아, 사후 미타테의 난이 발발하여 혈족끼리의 격렬한 내란으로 우에스기의 세력은 크게 쇠약해지고 말았다.
미완에 그친 원정에서 그가 상경해 오다 노부나가를 타도하려고 했는지 아니면 간토를 재침공하려 했는지는 불명확하다(최근에는 간토 침공설이 유력하다.). 2007년 4월 4일에 방송되었던 일본 NHK의 역사 다큐멘터리 「그때 역사가 움직였다(その時歴史が動いた)」에서는 앞서의 두 설을 절충해 "우선 간토를 침공한 뒤에 노부나가를 타도하기 위해 교토로 상경"하려 했다는 설이 제시되기도 했다.

## 인물
- 형으로부터 호명을 받아 성인식을 하고 난 이후 나가오 가문의 가신들은 물론 호족들의 마음도 휘어잡았다.
- 겐신은 신속한 용병 투입과 임기응변적 전술이 그의 생애 대부분의 전투에서 승리를 가져다 주었다고 한다. 다케다 신겐, 호조 우지야스라는 당대 굴지의 무장과 전투를 계속하여 다케타 신겐에 비견되는 능력은 높게 평가된다.
- 전략가, 전술가로서뿐 아니라, 와카에 능통하고, 명필이기도 했다. 고노에 다네이에(近衞稙家)로부터 와카의 비법을 전수받는 등, 황실과의 교류도 깊은 문화인이었다. 특히 겐지모노가타리를 비롯하여 연애물을 즐겨 읽었고, 상경했을 때에는 와카대회에서 참가해 뛰어난 가카(雅歌)(렌카, 남여간의 애정노래)를 낭독해, 참가자 전원을 놀라게 했다고 전해진다.
- 나나오 성 전투 때, 겐신은 유명한 주산야(十三夜)를 작시했다고 한다.
- 비사문천(毘沙門天)의 열렬한 신자로, 자신의 기에도 비(毘)라는 문자를 사용했다. 이것은 비사문천을 닮기를 바라는 것으로 너무나도 유명하다.
- 청년기까지는 소도슈(曹洞宗)의 고찰 린센지(林泉寺)에서 스승 덴시쓰 고이쿠로부터 선을 배우고, 상경때에는 린자이슈(臨濟宗)의 고찰 다이토쿠지(大徳寺)에서 참선을 하고 (宗心)이라는 법명을 받는다. 만년에는 신곤슈(真言宗)쪽에 관심을 가져 고야 산(高野山) 곤고부지(金剛峰寺)의 세인(清胤)으로부터 덴보칸조(伝法灌頂)(불법을 전수받는 의식)을 받는다. 그리고, 아쟈리겐다이소토(阿闍梨權大僧都)라는 직위를 받는다.
- 일반적으로 "싸움에는 뛰어나고 내정에는 서툴다"는 인상이지만, 실제에는 영내의 물품의 유통관리를 정비해 막대한 이득을 얻었다. 겐신이 사후, 가스가 산성에는 27,140량이 저축되어 있었다고 한다. 우에스기 군의 군자금은 통상교역에 의해서 얻었다고 한다. 라이 산요(頼山陽)(에도시대 문장가)가 미담이라고 격찬했던 '적에게 소금을 보낸다.'라는 에피소드도, 실제로는 군비조달의 필요성 때문에 가이상인에게 소금판매를 금지하지 않았던 것에 지나지 않는다. 하지만 에치고 국 영주들의 이반에 대해서는 자주 고민을 한 것 같다. 겐신도 신겐과 같이 영주들의 연합맹주라는 지위에서는 벗어나지 못한 것 같다.
- 전쟁시에는 정보를 얻는 것을 중시하여, 노키자루(軒猿)이라는 닌자 집단을 거느렸다고 전해진다.
- 육척(약 180cm) 가까이되는 장부라고 말하는 유력설이 있지만, 왜소하다는 기록도 문헌에 존재하고, 최근에는 유품의 갑옷의 크기로 미루어 오척이치(약 156cm)라고 알려져 있다. 당시 남성의 평균신장(약159cm)보다 체격이 좋다고는 말할 수 없다.

## 일화
- 스스로를 비사문천의 전생으로 믿는 겐신이지만, 올바른 길을 벗어난 행동도 했었다. 1559년 상경중 사카이(堺)에서 무례한 행동을 한 여관 주인을 죽이고, 이에 항의하는 마을 사람들을 쫓아버리고, 더욱이 마을을 불질렀다고 한다. 다른 것으로도 마야바시 성의 성주의 가신 나가오 가네타다(長尾謙忠)를 아무런 대답없이 죽였다. 살해 이유는 가네타다의 모반할 것 같은 직감이었던 것 같다. 그의 친척도 다수 살해되는 등, 확실한 증거가 있는 것은 아니지만, 그의 괴상한 성격의 일면을 나타내는 일화가 남아있다.
- 비사문천의 전생으로 믿고 있는 나머지, 겐신은 자기 행동에 대해서는 이유불문하고 정당화시키려는 것 같다. 그같은 이유로는 살인을 한 것은 사적인 것이지만, 그는 후회나 반성을 하지 않았다고 한다. 전쟁터에서도 그것과 같이, 총탄이 두발에 스쳐도 자신은 맞지 않는다고 믿고 두려움없이 싸우거나, 전투전에는 자신의 정당성을 나타내는 글을 신사와 절에 봉납했다고 전해진다. 일종의 병적인 광기에 취한 일면을 가진 천재라 하겠다.
- 1556년, 갑자기 출가 소동을 일으킨다. 직접적 원인은 명확하지 않지만, 끊이지 않는 가신들간의 정쟁과 이반으로 질리지 않나 여겨지고, 한편으로는 인신장악을 위해 폭언을 했다고 한다. 혼란의 격화를 우려한 가신단은 겐신에게 "以後は謹んで臣從し二心を抱かず(이후에는 삼가 신하로서 불충한 마음을 품치 않겠음)"라고 적힌 글을 올려, 소동을 무마했다.
- 1561년, 간토칸레의 취임식에서는 오시성 성주 나리타 나가야스(成田長泰)의 무례에 격분해서 나가야스의 안면을 부채로 때렸다고 한다. 여러 무장들 앞에서 굴욕을 받은 나가야스는 즉각 병력을 이끌고 귀성했다. 원인은 여러 무장이 말에서 내려 무릎을 꿇어 예를 표하는 데 반해 나리타 나가야스만 말 위에서 가볍게 인사를 했기 때문이지만, 나리타씨는 후지와라씨의 뿌리를 두는 명가로 이것이 허락된 것이었다. 겐신은 이런 일을 몰랐다고 보이지만, 이 사건에 의해서 관동의 여러 무장들이 겐신에 대한 반감이 급속 확산된다. 이후 관동진출에 장애가 되게 된다. 이 사건으로 겐신은 격분하기 쉽고 신중치 않은 성격으로 보인다.
- 숙적 다케다 신겐의 죽음을 전해 듣고 식사중 겐신은 "아까운 사내가 죽었구나."라고 수저를 놓고 눈물을 흘렸다고 한다. 후세의 창작일 가능성이 높지만, "신겐이 죽은 지금이야 말로 다케다가를 공격할 호기"라고 공격을 권하는 가신의 의견을 "상을 당한 가쓰요리에게 그같은 일을 하는 것은 어른답지 않다."라고 거절했다.
- 신겐과의는 생애 인연이 깊지만, 그것으로 두 사람간의 우정이 있다고는 할 수 없다는 것이 현재로도 추측된다. 실제 겐신은 신겐을 꽤 증오한 것 같다. 신겐이 부친을 추방하고, 모략으로 적을 궁지로 몰고가는 것은 겐신의 입장에서의 말할 수 있는 도덕적 관점에서 반하는 것이므로, 겐신은 신겐의 행동에 격노했다고 한다. 신겐과의 아무런 이익없이 수많은 전투도, 겐신이 순수하게 신겐을 증오해서 그렇게 했다는 설도 있다.
- 그의 부하는 겐신의 식사를 본것만으로 전쟁터로 가야되는지 말아야되는지를 알았다. 아마 그것은 보통 그다지 잘 먹지 않는 겐신이 전쟁을 하기 앞서 꽤 많은 양을 먹었다고 한다.
- 미혼이며, 자식 둘 모두 양자(가게카쓰(景勝), 가게토라(景虎))이다. 미혼의 이유로는 여러 설이 있지만, 남색설은 생각하기 어렵다. 센고쿠 무장의 남색은 일반적이었다해도 결혼해 자식을 가졌다. 겐신이 젊었을 때 적장의 딸과 사랑에 빠져, 가신들의 맹렬한 반대에 부딪혀 헤어진 후, 그녀는 출가할 때 자살했기 때문에 미혼을 결심했다는 일화도 있다. 또 반음양설(중성)과 여자설도 존재한다.

### 여성설
겐신은 살아 생전 여자에 가까이 가본 적이 없다. 이 때문에 체격이 좋은 여자라는 설이 있다.
- 겐신의 사인으로는 일반적으로 뇌출혈이지만, 현대에서 말하는 갱년기장애에 의한 부인병의 일종인 大虫이라고 기록된 문헌이 몇 개 존재한다. 겐신이 가스가 산성의 뒷간(변소)에서 쓰러졌다는 점, 쓰러진 시기가 음력 3월9일이라는 점, 죽었던 때가 4일후인 13일이라는 점. 향년 49세라는 점도 납득할 수 있다.
- 전투 중과 관계없이 매월 10일전후에 원인불명의 복통이 발생하고, 병사를 이끌고 방에서 두문불출했다. (매월 반드시는 아니지만, 빈번히 있었다.) 이 복통이 생리통인지도 모른다.
- 요네자와번에 설립된 우에스기 신사에는 겐신의 의류가 남아있지만, 그 옷은 진한 적색으로 당시의 시점에서 본다면 남성의 것이라고는 생각할 수 없는 것이다. 또, 겐신이 가부키를 했다고는 말할 수도 없다.
- 겐신이 쓴 서장 등을 보면, 당시 일본사회를 기준으로 뒀을 때 필체나 표현등이 여성적인 면이 너무 강해 남자로 생각하기 어렵다.
- 스페인의 곤살레스라는 사람이 쓴 보고서에는 겐신을 가리켜 '가게카쓰의 백모'라고 기재되어 있다.
- 당시 백성들은 겐신에 관해서 '남자에 필적하는 무력무쌍'이라는 노래인 고제(瞽女)[2]노래가 실재한다.
- 각지의 하쿠잔 신사(白山神社)의 고신타이(御神體)는 남녀 한조이지만, 에치고의 하쿠잔 신사만 말을 탄 여성으로 있다. 더욱이 하쿠잔 신사의 하쿠산토(白山神社白山堂)에는 여신상이 있고, 비(毘)라는 기가 놓여있고, 가스가 산성쪽을 향하고 있다.
- 당시, 여성 성주는 드문 것이 아니었다. (예를 들어 오다 노부나가의 숙모 오쓰야노가타(おつやの方) 등), 여성 성주가 인정되지 않았던 것은 에도 시대에 들어서 무가제법도가 성립된 이후다.
- 세키가하라 전투 이전부터 도쿠가와 가문과 대립하고 있었고, 도자마 다이묘로 입지가 약한 우에스기 가문은 대폭 토지가 몰수당했다.(실제 요네자와번 30만 석으로 감봉당했다.) 이에 더하여 무가제법도에서 성주는 남자라는 공식에 따라 "겐신 시기에서 가문이 단절되지 않겠나"하는 우려 때문에, 겐신이 여성이라는 증거를 처분하고, 무리하게 남성으로 만들 필요가 있지 않았나 하고 생각된다.
- 겐신의 초상화는 수염이 있는 남성이지만, 이것은 에도 시대에 그려진 것이다. 상기와 같이 겐신을 남성으로 할 필요가 있기 때문에, 여태까지의 것은 처분하고 남성의 초상화를 그렸지 않았나 생각하면. 에도시대전까지 초상화가 없었던 점도 납득할 수 있다.
- 자신이 여성이라는 사실이 발각될 우려로 인하여 후사를 낼 수 없어서 누이의 아들인 우에스기 가게카쓰를 양자로 받아들였다. 가게카쓰는 겐신과는 모든면에서 정 반대의 인물이였다.

### 남성설
- 린센지에 입문한 것, 린센지의 출가는 남성밖에 할 수 없다.
- 여성의 출입이 금지된 고야 산에 올라, 승려 세인을 찾아가 그의 제자가 된 점.

## 사인
- 일반적으로 애주가였고, 안주로는 우메보시를 곁들여 먹었기 때문에 염분을 너무 많이 섭취, 고혈압이 원인인 뇌출혈로 죽었다고 한다(눈이 오는 날 뒷간에서 쓰러졌다고 사료에 있기 때문에, 사인이 뇌출혈이라고 여겨지는 이유이다). 그 외에는 노부나가가 파견한 자객에 의한 피살설, 大虫으로 죽었다는 설과, 술로 인한 위암, 식도암이라는 설도 있다.

## 평가
- 군사에 관해서는 에치고의 용과 군신이라는 그를 찬양하는 통칭이있다.
- 겐신과 그밖의 다른 다이묘와의 철포(조총), 활, 기마 등의 군사 편성을 비교하면 별차이가 없고, 전술적으로도 크게 다를 것 없다. 하지만, 우에스기 군은 적과 적이 서로 부딪치거나, 직접적 전투에서는 압도적 위력을 자랑한다. 그것은 겐신의 정확한 전술 안목과 신출귀몰한 속공, 카리스마로 넘치는 지휘통솔력의 차이라 하겠다. 지휘관으로서 겐신의 재능은 비상하리만큼 뛰어나다고 말할 수 있겠다.
- 정치명에 관해서는 결코 악정을 했다고 할 수 없고, 면밀히 계획된 금광 운영으로 많은 이익을 얻는 데 성공했다. 그래서, "싸움에는 뛰어나고 내정에는 서툴다"는 것은 명확히 오해이다. (보충해서, 겐신의 연공 수입이 높을 때 추정 99만7천 석, 다케다 신겐은 추정 83만5천 석으로 최전성기 때는 100만 석이 넘는다. 경제력은 양자 모두 호각세를 이룬다.)
- 오다 노부나가, 도요토미 히데요시는 전국시대를 종언한 지도자지만, 전술적 면에서는 겐신에 미치지 못한다. (실제로 오다 군은 겐신에게 데토리가와 전투에서 완패했었다. 단 노부나가는 이 전투에 참가하지는 않았다.) 특히 무모하고 잔인한 성격의 히데요시로서는 절대 이길 수 없는 상대가 겐신이였다.
- 야전에서의 전광석화로 신적인 지배를 하는 데 비해, 공성전에서는 실패로 철퇴하는 일이 꽤 있다.(오다와라성, 우스이 성(臼井城), 가라사와 산성(唐澤山城) 등), 겐신을 전국 굴지의 전술가라 할 수는 있어도 전국 최강이라고 말할 수는 없다는 우에스기 겐신 부정설도 있다.
- 의를 중시해서 사리사욕으로 병사를 움직이지 않았다. 전국 다이묘로서 있을 수 없는 금욕적인 면은 라이 산요가 격찬했고, 현재에도 겐신이 센고쿠 다이묘 중에서 인기가 많은 이유이다. 한편 유명무실한 간토칸레직을 계승하였다는 점부터 형식에 얽매여있는 사대주의자, 혹은 대의명분을 방패로 자기정당화를 하는 것과 관련, 자신을 비사문천의 전생이라고 믿는 등, 자기애가 강하다고 할 수 있겠다.
- 겐신은 의리가 투텁고, 약속한 일에 대한 자세는 대단히 유명해서, 호조 우지야스는 그에 관련해서 "신겐과 노부나가는 겉과 속이 항상 같지 않다, 부탁할만한 인물이 못된다. 겐신만은 보증을 선다면 백골이 되더라도 의리를 지키는 인물이다. 그런 까닭에 속옷을 잘라서 젊은 장수의 부적으로 쓰고싶다."라고 말했다 한다. 또 다케다 신겐은 죽음에 이르러 가쓰요리에게 "겐신은 의리가 깊은 장수로 사람이 부탁하면 결코 지나치는 일은 없다. 내가 죽은 후에 겐신을 의지해라."라고 유언했다고 고요군칸(甲陽軍鑑)에 있다.
- 간토칸레직도 쇠퇴해버린 무로마치 막부의 직위에 계속 얽매여, 아무런 이익도 나오지 않는 간토로 출진하거나,(이것에 관해서는 최근 수 년간 연구에서 겨울철에는 비교적 다뜻한 간토로 남하해서 약탈할 목적도 있는 것으로 보인다.) 생전에 후계자를 결정하지 않았던 것 등로 본다면, 전략적인 평가는 결코 높지는 않다. 특히 후계자 결정이 되지 않았던 일로 인해 겐신 사후, 오타테의 난(御館の亂)이 일어났다. 그것은 우에스기 가문 측에서는 큰 손실이 되고, 이후 쇠퇴의 길로 들어서게 된다. 겐신 시대에 획득한 북국의 대부분은 후에 시바다 가쓰이에에 의해 빼앗긴다.

## 묘소, 영묘
- 겐신의 유해는 갑옷을 입혀 항아리에 넣어 장사를 지냈다고 한다.
- 유해는 애시 당초 가스가 산성 아래의 린센지에 안치되었지만, 우에스기가의 전봉(영지가 바뀜)에 따라 아이즈 와카마쓰성, 뒤이어 요네자와 성 내로 이장되었다. 더욱이 메이지 유신 후에는 요네자와 번의 역대번주가 잠자고 있는 우에스기가의 묘소(야마가타현 요네자와시)로 이장되었다. 이 외에도 가스가 산 린센지(니가타현 조에쓰시)와 고야 산에도 묘가 있다. 1872년에 요네자와 성 혼마루터에 우에스기 신사(上杉神社)를 창건한다.
- 에도 시대에 요네자와번 번주로 있는 가게카쓰의 가손들이 겐신을 번의 시조로 삼아 존경했고, 메이지 유신후에는 요네자와 성에 겐신의 제를 올리는 우에스기 신사가 건립되었다.
- 1908년 9월9일에는 종이위(従二位)로 추대된다.

## 문화
- 비디오게임 다케다 신겐의 막판보스로 등장하며 두 번에 걸쳐 등장한다. 한번 패하고 난 직후 바로 등장한다.
- 노부나가의 야망 천도에서는 ‘우에스기 겐신이 여자였다’라는 전승 시스템을 들고 나왔다. 전승 이벤트를 승인, 묵살함에 따라 약간의 시나리오 진행이 다르다.

## 우에스기가의 가신

### 호족
| - 나오에 가게쓰나(直江景綱) - 가키자키 가케이에(柿崎景家) - 지사카 가케치카(千坂景親) - 이로베 가쓰나가(色部勝長) - 사이토 도모노부(斎藤朝信) - 고지마 야타로(小島弥太郎) - 혼조 시쓰노(本庄実乃) | - 야스다 나가히데(安田長秀) - 야스다 가게모토(安田景元) - 야스다 아키모토(安田顕元) - 아라카와 나가자네(荒川長実) - 가와다 나와치카(河田長親) - 아유카와 모리나가(鮎川盛長) | - 야마요기 도요모리(山吉豊守) - 조조 마사시게(上条政繁) - 기타조 다카히로(北条高広) - 오쿠마 도모히데(大熊朝秀) - 혼조 시게나가(本庄繁長) - 요시에 가게스케(吉江景資) |

### 우에스기 이십오장
우에스기 겐신을 모셨던 무장들로, 특히 평가가 높은 25명을 선출되었던 것으로 1669년 막부에 제출된 우에스기 장자서(上杉將士書)에 게재되어 있다.
| - 나가오 마사카게 (長尾政景) - 나가오 가게아키 (長尾景秋) - 우사미 사다미쓰 (宇佐美定滿)(定行) - 니이쓰 요시카도 (新津勝資)(義門) - 가나즈 요시모토 (金津義舊) - 기타조 가게히로 (北條景広)(長国) - 이로베 나가자네 (色部長實)(長真) - 혼조 사네요리 (本庄慶秀)(実乃) - 혼조 시게나가 (本庄繁長) | - 아마카스 기요나가 (甘糟景持)(清長) - 스기하라 지카요리 (杉原親憲) - 사이토 도모노부 (斎藤朝信) - 야스다 요시모토 (安田能元)(順易) - 다카나시 요리카타 (高梨頼包) - 가키자키 가게이에 (柿崎景家) - 지자카 가게치카 (千坂景親)(清風) - 나오에 가게쓰나 (直江景綱)(實綱) | - 다케마타 도모쓰나 (竹股慶綱)(朝綱) - 이와이 노부요시 (岩井信能)(經駿) - 나카조 후지스게 (中條藤資) - 산본지 다카나가 (山本寺孝長) - 요시에 사다나카 (吉江定仲) - 시다 요시히데 (志田義秀)(義分) - 오구니 요리히사 (大国頼久) - 가지 하루쓰나 (加地春綱) |

### 우에스기 사천왕
- 가키자키 가게이에 (柿崎景家)
- 나오에 가게쓰나 (直江景綱)
- 우사미 사다미쓰 (宇佐美定滿)
- 아마카스 가게모치 (甘粕景持)

## 같이 보기
- 나오에 가네쓰구